# Museu Histórico e Artístico de Planaltina
O Museu Histórico e Artístico de Planaltina é um museu brasileiro, com sede em Planaltina, no Distrito Federal. Foi construído entre os séculos XIX e XX por Afonso Coelho da Silva Campos, inaugurado em 22 de abril de 1974 e é Patrimônio Histórico Nacional desde 1987.
Localizado no Setor Tradicional, na quadra de número 57, e com horário de funcionamento de quarta-feira a domingo das oito horas ao meio-dia e das catorze às dezoito horas, o museu conta com muitos objetos da época em que Planaltina ainda era município de Goiás, o que permite aos visitantes conhecer mais sobre a história da cidade e até mesmo o processo de mudança da capital nacional para a região centro-oeste.

## História
Entre os séculos XIX e XX, Afonso Coelho da Silva Campos construiu umas das casas mais confortáveis de Planaltina, município que, naquela época, era pertencente ao estado de Goiás. A casa era uma das poucas que possuíam água encanada, luz elétrica e telefone. Casarão de estilo colonial e arquitetura portuguesa, com piso de madeira e de parede branca com detalhes azuis, seus primeiros moradores foram o coronel Salviano Monteiro Guimarães com sua esposa Olívia Campos Guimarães e seus oito filhos.

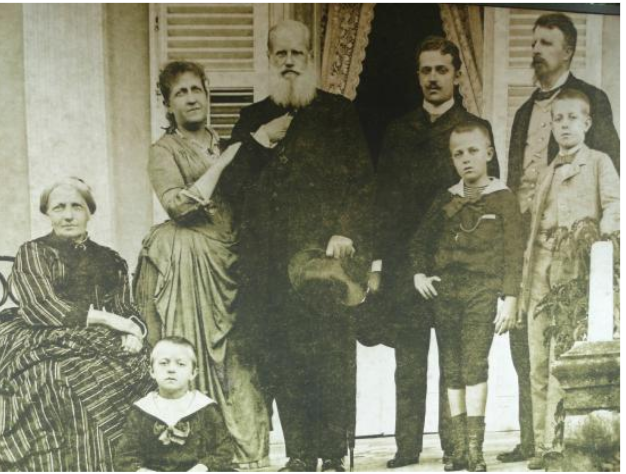
O coronel Salviano Guimarães com sua família, os primeiros moradores da casa que hoje é o Museu Histórico e Artístico de Planaltina.

Assim, por seu requinte, a residência tornou-se símbolo da influência de Salviano na região e foi muito frequentada por autoridades que buscavam se hospedar, tratar de negócios ou realizar grandes festividades.
Quando Salviano e Olívia faleceram, a casa passou como herança para a filha Maria América, a qual morou no local com seu esposo e seus sete filhos até 1973 e depois transferiu a residência para o Governo do Distrito Federal, mediante desapropriação amigável, a fim de que o governo fundasse o Museu Histórico e Artístico de Planaltina para retomar a identidade cultural que havia sido perdida devido à forte imigração ocasionada pela transferência da capital federal para a região do Planalto Central.
Como homenagem, a praça que fica em frente ao museu leva o nome do coronel Salviano Monteiro Guimarães.

## Acervo
O Museu Histórico e Artístico de Planaltina conta com diversos objetos do início do século XX. Entre eles, peças de mobiliário, fotografias da época, o primeiro telefone de Planaltina, instalado na parede do local, e o primeiro piano trazido para Goiás, que é de origem alemã e chegou em 1925.

O primeiro piano trazido para Goiás, de origem alemã, acervo do Museu Histórico e Artístico de Planaltina.

## Estado de conservação
O Museu Histórico e Artístico de Planaltina  já foi abandonado, saqueado e até atingido por um carro. Em razão disso, o Governo do Distrito Federal promoveu uma grande reforma que fez com que o museu ficasse fechado por cinco anos, sendo reaberto somente em março de 2017.
A restauração do espaço, entretanto, não satisfez totalmente seus defensores. Segundo Glória Bonfim, especialista em gestão do patrimônio cultural, o bom funcionamento do museu exige muito mais do poder público e da comunidade local, pois as relíquias do acervo nunca foram sequer catalogadas e muito se perdeu em sucessivos saques que ocorreram ao longo dos anos de abandono. A esperança é que o trabalho de conscientização junto à comunidade resulte em doações de moradores arrependidos.